# فريدريك أدلر (فنان)
فريدريك أدلر (بالألمانية: Friedrich Adler)‏ هو فنان ألماني، ولد في 1878 في لاوبهايم في ألمانيا، وتوفي في 1942 في معسكر أوشفيتز بيركينو ‏ في بولندا.